# Там-Чилик
Там-Чилик — деревня в Русско-Полянском районе Омской области России. Входит в состав Солнечного сельского поселения.

## География
Деревня находится юго-восточной части Омской области, в степной зоне, в пределах Ишимской равнины, на расстоянии примерно 10 км (по прямой) к западу-юго-западу (WSW) от посёлка городского типа Русская Поляна, административного центра района. Абсолютная высота — 132 м над уровнем моря.
Часовой пояс
Деревня Там-Чилик, как и вся Омская область, находится в часовой зоне МСК+3. Смещение применяемого времени относительно UTC составляет +6:00.

## Население
| 2010 |
| ---- |
| 73   |

Половой состав
По данным Всероссийской переписи населения 2010 года, в гендерной структуре населения мужчины составляли 50,7 %, женщины — соответственно 49,3 %.
Национальный состав
Согласно результатам переписи 2002 года, в национальной структуре населения казахи составляли 36 % из 136 чел., русские — 34 %.

## Улицы
Уличная сеть деревни состоит из одной улицы (ул. Магистральная).